# Phan Thị Kháng
Phan Thị Kháng (chữ Hán: 潘氏抗; ? – ?), phong hiệu Ngũ giai Nhàn tần (五階嫻嬪), là một cung tần của vua Thiệu Trị nhà Nguyễn trong lịch sử Việt Nam.

## Tiểu sử
Nhàn tần Phan Thị Kháng là con gái của Cẩm y vệ Hiệu úy Phan Văn Phụng, nguyên quán ở huyện Diên Phước, tỉnh Quảng Nam.
Năm Thiệu Trị thứ 3 (1843), Nhàn tần sinh được hoàng nữ Phương Thanh, con gái thứ 30 của Thiệu Trị, cũng là người con duy nhất của bà. Dựa vào năm sinh của hoàng nữ Phương Thanh, bà Nhàn tần có thể nhập cung vào những năm đầu Thiệu Trị. Năm 1850, hoàng nữ Phương Thanh bạc mệnh chết yểu khi mới 8 tuổi.
Dưới thời Thiệu Trị, ông hai lần đại phong hậu cung vào năm 1843 và 1846. Không rõ bà được phong Nhàn tần (嫻嬪) vào thời điểm nào, và trước đó được xếp vào bậc cung giai nào. Bà Hoàng Thị Dĩnh một tần ngự khác của vua Thiệu Trị, cũng được phong làm Thuận tần (順嬪) ở hàng Ngũ giai.
Dù chỉ sinh được một người con gái nhưng bà Nhàn tần lại được xếp vào hàng Ngũ giai, cao hơn hẳn so với một số bà đã theo hầu Thiệu Trị từ khi ông còn ở tiềm để.
Không rõ bà Nhàn tần mất vào năm nào, và được an táng tại đâu.